# Kiddinx
Die Kiddinx Media GmbH (eigene Schreibweise: KIDDINX) ist eine deutsche Vertriebs- und Vermarktungsgesellschaft für Hörspiele, Musik, Zeichentrickfilme und Software für Kinder. Gegründet als Kiosk Audio Video Cassetten GmbH (basierend auf dem Labelnamen KIOSK) erfolgte im Jahre 2000 die Umfirmierung in die Kiddinx Entertainment GmbH und 2015 die Verschmelzung mit der KIDDINX Media GmbH. Als bekannteste Marken sind die Hörspielserien Bibi Blocksberg und Benjamin Blümchen zu nennen.
Die Kiddinx Media GmbH ist eine Tochtergesellschaft der Good Time Holding GmbH und Lizenznehmer der The Walt Disney Company für die Produktion und Vermarktung von Disney-Hörspielen im deutschsprachigen Raum. Mit mehr als 150 Millionen verkauften Hörspielen, DVDs, Computer- und Konsolenspielen ist Kiddinx der größte Anbieter von Unterhaltungsmedien für Kinder in Deutschland.

## Gründung
Nachdem 1969 die ITP Tonband Produktions KG gegründet worden ist, die sich auf die Duplizierung von Audiokassetten spezialisiert hat, erfolgte 1976 die Gründung der Hör+Lies Verlag GmbH (heute Kiddinx Studios GmbH). Mit der gleichzeitigen Einführung des Labels Kiosk wurde der Grundstein für die eigene Hörspiel-Produktion gelegt. Die erste Hörspielserie ist Benjamin Blümchen, die seit 1977 produziert wird. 1980 folgte der Start der Hörspielserie Bibi Blocksberg.
Es folgten Gründungen der Gesellschaften Christiane Gosda Lizenzagentur GmbH (später: Kiddinx Merchandising GmbH) für den Bereich Merchandise 1986 und für die Bereiche Vertrieb und Marketing die 1992 gegründeten Gesellschaften KIOSK Audio Video Kassetten GmbH (später: Kiddinx Entertainment GmbH), Karl Blatz Spiele GmbH (heute: Schmidt Spiele GmbH), der Karl Blatz Filmproduktion GmbH (später: Kiddinx Filmproduction GmbH) und im Jahre 2011 der Kiddinx Media GmbH. Die KIDDINX Media GmbH vereint seit 2015 die Geschäftsbereiche der KIDDINX Entertainment GmbH, der KIDDINX Merchandising GmbH und der KIDDINX Media GmbH miteinander.
Nach dem erfolgreichen Start der beiden Serien, sicherte sich die Hör+Lies Verlag GmbH 1988 die umfassenden Nutzungsrechte an den Charakteren Bibi Blocksberg und Benjamin Blümchen von der Autorin Elfie Donnelly. Neben der Produktion von Hörspielen folgte die weitere Vermarktung als Zeichentrickserien, Musik-Alben, Bücher, Gesellschafts- und Konsolenspielen.
Neben den eigenen Hörspielserien sicherte sich Kiddinx zudem die Verwertungsrechte an den Tonträgern für die Marke Wendy sowie den Kinofilmen und Fernsehserien der Walt Disney Company. Mit der Schwestergesellschaft der Schmidt Spiele GmbH werden zudem Marken wie Kniffel, Mensch ärgere Dich nicht und Ligretto vertrieben.
Seit dem Jahre 2000 werden alle Medienaktivitäten unter dem gemeinsamen Markennamen Kiddinx geführt. Damit verbunden wurde die Holdinggesellschaft Kiddinx Media AG gegründet. 2007 folgte die Zusammenlegung von Produktion, Logistik, kaufmännische Verwaltung unter dem neuen Namen Good Time Holding GmbH. Seit September 2010 war die Schmidt Spiele GmbH für den Vertrieb des Produktsortiments (Hörspiele, Kindermusik, Kinderzeichentrickfilme und Kindersoftware) zuständig.
Seit dem 1. Juli 2015 übernimmt die KIDDINX Media GmbH, welche vorher vorrangig für das digitale Geschäft und das Lizenzgeschäft zuständig war, zusätzlich den Vertrieb des Entertainment-Produktsortiments (Hörspiele, Kindermusik, Kinderzeichentrickfilme und Kindersoftware). Im Zuge dieser Übernahme wurde die KIDDINX Entertainment GmbH mit der KIDDINX Media GmbH verschmolzen.

## Produktionen
Die bekanntesten Serien von Kiddinx sind Bibi Blocksberg, Bibi und Tina, Benjamin Blümchen und Jan Tenner. Neben diesen werden u. a. noch weitere Serien produziert. Zudem werden bekannte Disney-Serien, wie Hannah Montana, Kim Possible, W.i.t.c.h. und Winnie Puuh vertont.

### Vertonungen mit Vorlagen
| Serie             | Jahr      |
| ----------------- | --------- |
| Wendy             | seit 1994 |
| Der kleine Eisbär | seit 2003 |

### Original Hörspielserien
| Serie                                   | Jahr      | Autor |
| --------------------------------------- | --------- | --- |
| Benjamin Blümchen                       | seit 1977 | Elfie Donnelly (Idee/1-64;100-111) Ulli Herzog alias Ulf Tiehm (65-84) Vincent Andreas (112-Aktuell) Markus Dittrich (93)                                                                     |
| Bibi Blocksberg                         | seit 1980 | Elfie Donnelly (Idee/1-41;78) Ulli Herzog alias Ulf Tiehm (42-77; 79) Nelly Sand (81-82) Markus Dittrich (83) Klaus P. Weigand (80, 84-Aktuell)                                               |
| Bibi und Tina                           | seit 1991 | Ulli Herzog alias Ulf Tiehm (Idee, nach Figuren von Elfie Donnelly/1-47) Nelly Sand (48-55;59) Markus Dittrich (56-58;60-87;90-92;96-98;101-105) Matthias von Bornstädt (88-89; 93-95;99-100) |
| Elea Eluanda                            | 2004–2009 | Elfie Donnelly (Idee/1-26) |
| Jan Tenner der Superheld                | 1980–1989 | H.G. Francis alias Dick Farlow (Idee/1-6) Horst Hoffmann alias Kevin Hayes (7-46) |
| Jan Tenner der neue Superheld           | seit 2019 | Horst Hoffmann alias Kevin Hayes (1-23) Martin Schatke (ab 24, Spezialfolgen) |
| Käpt’n Kux & Co – Abenteuer im Weltraum | 1975–1978 | Peter Lustig |
| Kira Kolumna                            | seit 2021 | Matthias von Bornstädt |
| Die Fussballbande                       | seit 2023 | David Holy (Idee/1-3) Aikatarina Maria Schlosser (4-Aktuell) |

## Auszeichnungen
- Goldene Schallplatte
  - 114 × in Gold und 44 × Platin für Benjamin Blümchen
  - 91 × in Gold und 50 × Platin für Bibi Blocksberg[9]
  - 39 × in Gold und 15 × Platin für Bibi und Tina
  - 1 × in Gold für Der kleine Eisbär
  - 3 × in Gold für Wendy[10]
- Kids Award
  - 24 × in Gold und 5 × Platin für Benjamin Blümchen
  - 3 × in Gold für Wendy
  - 2 × in Gold für Der kleine Eisbär
- Musikvideo-Award
  - 15 × in Gold und 13 × Platin für Benjamin Blümchen

## Belege
1. ↑  Über uns. Kiddinx Entertainment GmbH, abgerufen am 28. November 2013.
2. ↑  150 Millionen lachende Kindergesichter. Kiddinx Entertainment GmbH in: firmenpresse.de, 30. Januar 2008, abgerufen am 14. August 2011.
3. ↑  Historie. Good Time Holding, abgerufen am 30. November 2013.
4. ↑  Benjamin Blümchen. Abgerufen am 7. August 2021.
5. ↑  Bibi Blocksberg. Abgerufen am 7. August 2021.
6. ↑  Bibi Und Tina. Abgerufen am 7. August 2021.
7. ↑  Elea Eluanda. Abgerufen am 7. August 2021.
8. ↑  Die Fussballbande. Abgerufen am 6. August 2021.
9. ↑  Bibi Blocksberg. Lizenzsteckbrief. In: www.lizenzbranche.dee. Abgerufen am 27. August 2017.
10. ↑  www.musikindustrie.de, abgerufen am 16. Juli 2015